# Équipe de Tahiti de football
Cet article traite de l'équipe masculine. Pour l'équipe féminine, voir Équipe de Tahiti de football féminin.
Maillots
L'équipe de Tahiti de football, surnommé les « Toa Aito » (les guerriers de fer en tahitien), est constituée par une sélection des meilleurs joueurs de Polynésie française (et non de la seule Tahiti) sous l'égide de la Fédération tahitienne de football. Elle est affiliée à la Confédération du football d'Océanie depuis 1982 et à la FIFA depuis 1990.
L'équipe nationale de Tahiti, bien qu'émanant d'une fédération souveraine affiliée à la FIFA, est, avec la Nouvelle-Calédonie, également affiliée à la fédération française de football et participait ainsi à la Coupe de l'Outre-Mer de football.
L'équipe nationale dispute ses rencontres à domicile au Stade Pater Te Hono Nui, situé sur la commune de Pirae. Les Tahitiens ont terminé l'année 2020 au 161e rang mondial selon le classement FIFA. L'équipe entraînée par Eddy Etaeta de 2010 à 2015 a remporté le championnat d'Océanie 2012 pour la première fois de son histoire et s'est aussi qualifié pour la coupe des confédérations l'année suivante.

## Mode de sélection
Selon un avenant à la Convention de partenariat de 1990 liant la Fédération française de football et la Fédération tahitienne de football (FTF), Français et Tahitiens ayant un passeport commun, « peuvent être sélectionnés par la FTF dans une de ses équipes représentatives les joueurs tahitiens n'ayant jamais joué dans une sélection nationale française. Les joueurs métropolitains résidant sur le territoire de Polynésie française doivent, en outre, être licenciés dans un club tahitien depuis cinq ans pour pouvoir être sélectionnés ».

## Histoire

### Les débuts officieux de Tahiti
Le premier match de l'histoire de la sélection de Tahiti est daté du 21 septembre 1952. Les Tahitiens affrontent la Nouvelle-Zélande, lors d'une tournée de trois matchs amicaux organisés à Papeete. L'année suivante, ils affrontent la Nouvelle-Calédonie, jouant pour la première fois à l'extérieur, à Nouméa. Avec l'équipe des Nouvelles-Hébrides, ce sont les trois seules formations rencontrées par Tahiti jusqu'en 1961.
Les Tahitiens vont participer à plusieurs reprises aux Jeux du Pacifique Sud, qui regroupent également les sélections des Fidji, des îles Salomon ou de la Papouasie-Nouvelle-Guinée. Ils remportent la compétition à cinq reprises (en 1966, 1975, 1979, 1983 et 1995).
En 1971, une formation du Pays de Galles est en tournée dans le Pacifique pour une série de neuf matches, à Tahiti, en Nouvelle-Zélande et en Malaisie. Pour leur premier match de cette tournée le 22 juin 1971 à Papeete, les Gallois se font surprendre, battus par le onze tahitien sur le score de 2 buts à 1. Cette sélection galloise est composée principalement de joueurs professionnels de moins de 23 ans, dont trois internationaux A.
Deux ans plus tard, la sélection tahitienne est invitée à participer à l'édition inaugurale de la Coupe d'Océanie, organisé en Nouvelle-Zélande. Elle parvient à terminer à la deuxième place de la poule du premier tour, derrière les Kiwis. Selon la formule de la compétition, les deux équipes se qualifient pour la finale, jouée le 24 février 1973. À Auckland, Tahiti s'incline 2 buts à 0 face au pays-hôte. Le Polynésien Errol Bennett termine co-meilleur buteur de la compétition avec trois buts, à égalité avec le Néo-Zélandais Alan Marley et le Néo-Calédonien Segin Wayewol.
En 1980, Tahiti participe à la deuxième édition de la Coupe d'Océanie. Après avoir terminé en tête de sa poule du premier tour avec trois victoires en autant de matchs (face aux Fidji, à la Nouvelle-Zélande et aux îles Salomon), les hommes de Richard Van Sam accèdent à nouveau à la finale du tournoi continental, cette fois-ci contre l'Australie. Le 1er mars 1980 à Nouméa, Tahiti tient tête à la meilleure équipe d'Océanie mais s'incline finalement quatre buts à deux.
Quelques mois plus tard, les Tahitiens rencontrent la première sélection « A » non océanienne de son histoire, le Mexique, en tournée dans le Pacifique. Le 2 septembre 1980 à Papeete, ils s'inclinent sur le plus petit des scores, cédant sur un but de l'attaquant du CF Atlante Ricardo Castro. La sélection, toujours dirigée par Richard Van Sam, est la suivante : Le Bihan – Pautu, Burns, Kenon, Barbos – Voirin, Haumani, Waouté (Wamai, 46e) – Bennett, Malinowski (puis Wabealo, 46e), Carrara.
En plus de participer à la Coupe d'Océanie (qui va être interrompue entre 1980 et 1996), la sélection polynésienne participe régulièrement aux Jeux du Pacifique où elle réalise de très bons résultats lors des épreuves de football. Elle remporte ainsi la médaille d'or en 1966, 1975, 1979, 1983 et 1995 (plus deux autres victoires lors des Mini-Jeux du Pacifique Sud en 1981 et 1993) et échoue en finale lors des éditions 1969 et 1987, à chaque fois face à la Nouvelle-Calédonie. C'est lors des différentes éditions de cette compétition que l'équipe tahitienne a remporté ses victoires les plus larges : 30-0 contre les îles Cook en 1971 ou 18-0 contre l'équipe des Îles Salomon en 1963 et face à Tuvalu en 1979.

### 1992 et l'entrée officielle dans le giron mondial
En 1989, sous l'impulsion de Napoléon Spitz, dirigeant historique de la Ligue de football de Polynésie française, la fédération tahitienne est créée, par fusion entre la Ligue régionale et la Fédération tahitienne des sports athlétiques. La fédération s'affilie à la FIFA le 7 juin 1990 puis à l'OFC la même année, ce qui permet aux Tahitiens de s'inscrire aux compétitions internationales officielles.
Laurent Heinis - Ronald Tepa, Cyril Raioha, Léonard Layton, Gilles Aubry - John Thunot, Éric Etaeta, Harold Amaru - Reynald Temarii, Edmond Raumati, Tamatoa Arbelot
Quarante ans après ses débuts officieux, la sélection tahitienne joue à Honiara le premier match officiel de son histoire le 17 juillet 1992 contre les îles Salomon dans le cadre des éliminatoires de la Coupe du monde 1994. La rencontre se solde par un match nul 1-1. Le 11 septembre 1992, Tahiti rencontre l'Australie pour la première fois en match international officiel, s'inclinant 3-0 à Papeete.
En 1996, Tahiti prend part à la troisième édition de la Coupe d'Océanie des nations, qui est à nouveau disputé après seize ans d'interruption. Le format est particulier puisque seules quatre nations prennent part à la compétition : l'Australie et la Nouvelle-Zélande, qualifiées d'office et les vainqueurs de deux compétitions régionales, la Coupe de Polynésie (remportée pour la première fois par les Tahitiens) et de la Coupe de Mélanésie, gagnée par la sélection des Îles Salomon. Après avoir battu les Salomonais en demi-finales, les Toa Aito jouent une troisième finale consécutive en Coupe d'Océanie. Le 27 octobre 1996, pour la première et unique fois, Tahiti joue à domicile une finale aller de la Coupe d'Océanie. Devant 5 000 spectateurs à Papeete, l'Australie ouvre le score dès la 5e minute pour mener 5-0 à la mi-temps. Tahiti perd finalement la rencontre 6-0, la finale retour à Canberra se soldant sur le score de 5-0 pour les Socceroos.
L'année suivante, en 1997, les Tahitiens participent aux éliminatoires pour la Coupe du monde 1998 en France. La campagne qualificative tourne court avec un nul et trois défaites en quatre rencontres, face à l'Australie et aux îles Salomon.
En 1998, lors de la quatrième édition de la Coupe d'Océanie organisée en Australie, Tahiti se qualifie pour la phase finale grâce à une nouvelle victoire en Coupe de Polynésie. Les Polynésiens terminent ensuite deuxième de leur poule derrière les Néo-Zélandais mais s'inclinent en demi-finale face à l'Australie sur le score de 4 à 1, dont un triplé de l'attaquant du club d'Adelaide City Force, Damian Mori. C'est la première fois que Tahiti ne parvient pas à atteindre la finale de la compétition.
En mai 2000, Tahiti rencontre pour la première fois une sélection asiatique, il s'agit de l'équipe des moins de 23 ans de Singapour. Ce match non officiel se dispute à Singapour et voit la défaite des Tahitiens 3-2. Le mois suivant, ils inscrivent leur nom au palmarès de la Coupe de Polynésie, avec une troisième victoire en trois éditions. Les ambitions tahitiennes sont légitimement élevées puisque c'est au Stade Pater Te Hono Nui de Papeete que le tournoi continental doit être joué. Cependant, la phase finale de la Coupe d'Océanie 2000 est une grande désillusion puisque la sélection dirigée par le Grec Leon Gardikiotis quitte la compétition dès le premier tour, avec deux défaites contre la Nouvelle-Zélande et Vanuatu.
L'année suivante, en juin 2001, Tahiti s'engage dans les éliminatoires pour la Coupe du monde 2002, coorganisée par la Corée du Sud et le Japon. Placée dans le groupe 2 de la zone Océanie avec la Nouvelle-Zélande, les îles Salomon, Vanuatu et les îles Cook, la formation polynésienne se classe deuxième derrière les Kiwis qui ont l'avantage d'évoluer à domicile pour cette phase des éliminatoires et qui remportent les quatre matchs qu'ils jouent (dont un succès 5 à 0 contre Tahiti).
En 2002, les Tahitiens sont en Nouvelle-Zélande pour disputer la Coupe d'Océanie. Qualifiés d'office grâce à leur bon classement FIFA (pour la zone Océanie), ils retrouvent une nouvelle fois dans leur poule du premier tour les Kiwis néo-zélandais, mais aussi les îles Salomon et la Papouasie-Nouvelle-Guinée. Le parcours s'arrête en demi-finale à l'issue d'un but en or contre l'Australie, une fois encore l'œuvre de Mori. Les Tahitiens réussissent néanmoins à monter sur le podium, grâce à leur victoire en match de classement face à l'équipe de Vanuatu (1-0).
Deux ans plus tard, en 2004, les Polynésiens obtiennent leur billet pour la phase finale de la Coupe d'Océanie, disputée à Adélaïde (Australie) en Australie, ayant terminé deuxième de leur groupe de qualification derrière les îles Salomon. La compétition continentale change une nouvelle fois de format puisque les six équipes participantes sont regroupées au sein d'une poule unique où elles s'affrontent une fois. Tahiti ne termine qu'à l'avant-dernière place, avec un succès contre Vanuatu, un nul contre la sélection fidjienne et trois lourdes défaites : 10-0 contre la Nouvelle-Zélande, 9-0 contre les Australie et 4-0 contre les îles Salomon.
En 2008, la Coupe d'Océanie revêt un intérêt supplémentaire puisqu'elle sert également de phase éliminatoire pour la Coupe du monde 2010. C'est également la première édition jouée sans l'équipe d'Australie, qui a depuis intégré la zone Asie. Le premier tour de cette 8e édition de la compétition continentale se joue en septembre 2007 lors des Jeux du Pacifique et voit Tahiti être prématurément éliminée, après avoir fini à la troisième place de leur poule, derrière les Fidji et la Nouvelle-Calédonie. À la suite de ces mauvais résultats, les Polynésiens ne jouent aucun match officiel jusqu'à sa participation à la Coupe de l'Outre-Mer, organisée dans le Val-de-Marne en France en septembre 2010.

### La victoire en Coupe d'Océanie de football 2012 et la Coupe des confédérations 2013

#### Coupe d'Océanie de football 2012
En juin 2012, les Toa Aito participent à la neuvième édition de la Coupe des Nations de l'OFC, organisée aux îles Salomon. Au premier tour, elle est versée dans le Groupe A, en compagnie de la Nouvelle-Calédonie, des Samoa et du Vanuatu.

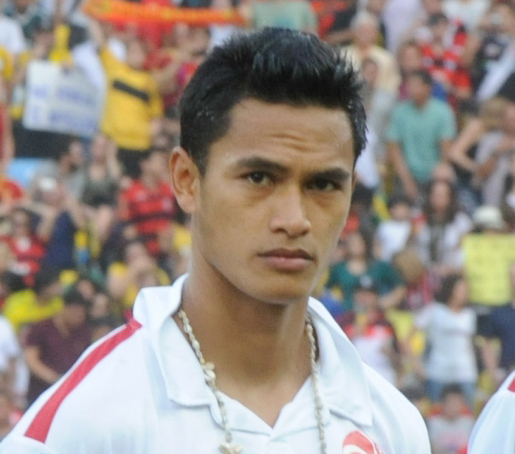
Steevy Chong Hue, auteur du seul but lors de la finale de la Coupe d'Océanie 2012 face à la Nouvelle-Calédonie.

Le 1er juin, la sélection rencontre l'équipe la plus faible du groupe, les Samoa. Après avoir atteint la pause sur le score de 4-0, elle remporte ce premier match 10 à 1, avec notamment, un quadruplé de Lorenzo Tehau. Deux jours plus tard, Tahiti rencontre la Nouvelle-Calédonie. Au bout d'un peu plus d'une demi-heure de jeu, les Tahitiens mènent 3-0. Les Néo-Calédoniens se retrouvent à neuf, après deux expulsions mais réussissent à revenir à 3-2. Dans les dix dernières minutes, Roihau Degage creuse l'écart avant que Dick Kauma ne porte le score à 4-3. Cette victoire étriquée permet aux Tahitiens d'atteindre les demi-finales avec au moins un nul lors du troisième et dernier match. Le 5 juin, Tahiti domine Vanuatu 4 à 1, grâce aux trois frères Tehau (qui marquent chacun un but). Première de sa poule, l'équipe rencontre en demi-finale le deuxième du groupe B, les îles Salomon.
Le vendredi 8 juin, au stade Lawson Tama de Honiara, la formation polynésienne accède à la finale en remportant son match contre le pays hôte. Après un quart d'heure de jeu, Jonathan Tehau ouvre le score. Sous une chaleur écrasante, soutenus par leur public, les joueurs des Salomon ont tenté en vain d'égaliser. Au contraire, Lorenzo Tehau aurait pu doubler la mise. Sur un corner, en fin de première mi-temps, un défenseur, sur sa ligne de but, dévie son tir, alors que le gardien était battu.
Deux jours plus tard, le 10 juin 2012, Tahiti s'impose face à la Nouvelle-Calédonie en finale et remporte la compétition. La revanche du match de poule se termine sur le score de 1 à 0. Steevy Chong Hue ouvre la marque, à la 11e minute. Les Tahitiens auront deux autres occasions franches de doubler la mise, en première mi-temps. Les Néo-Calédoniens, un temps dépassés, reprennent le match en main et dominent totalement la seconde mi-temps. Les nombreuses tentatives des Mélanésiens échoueront, permettant à l'équipe de Tahiti de remporter le trophée, le premier qui échappe aux Australiens et Néo-Zélandais. Cela lui permet, également, de devenir la troisième nation océanienne à participer à la Coupe des confédérations, organisée l'année suivante au Brésil. Tahiti pourra ainsi se mesurer à trois autres sélections nationales. Les frères Tehau (et leur cousin) ont inscrit quinze des vingt buts de leur sélection et le capitaine de l'équipe Nicolas Vallar a été élu meilleur joueur du tournoi.

#### Coupe des confédérations 2013

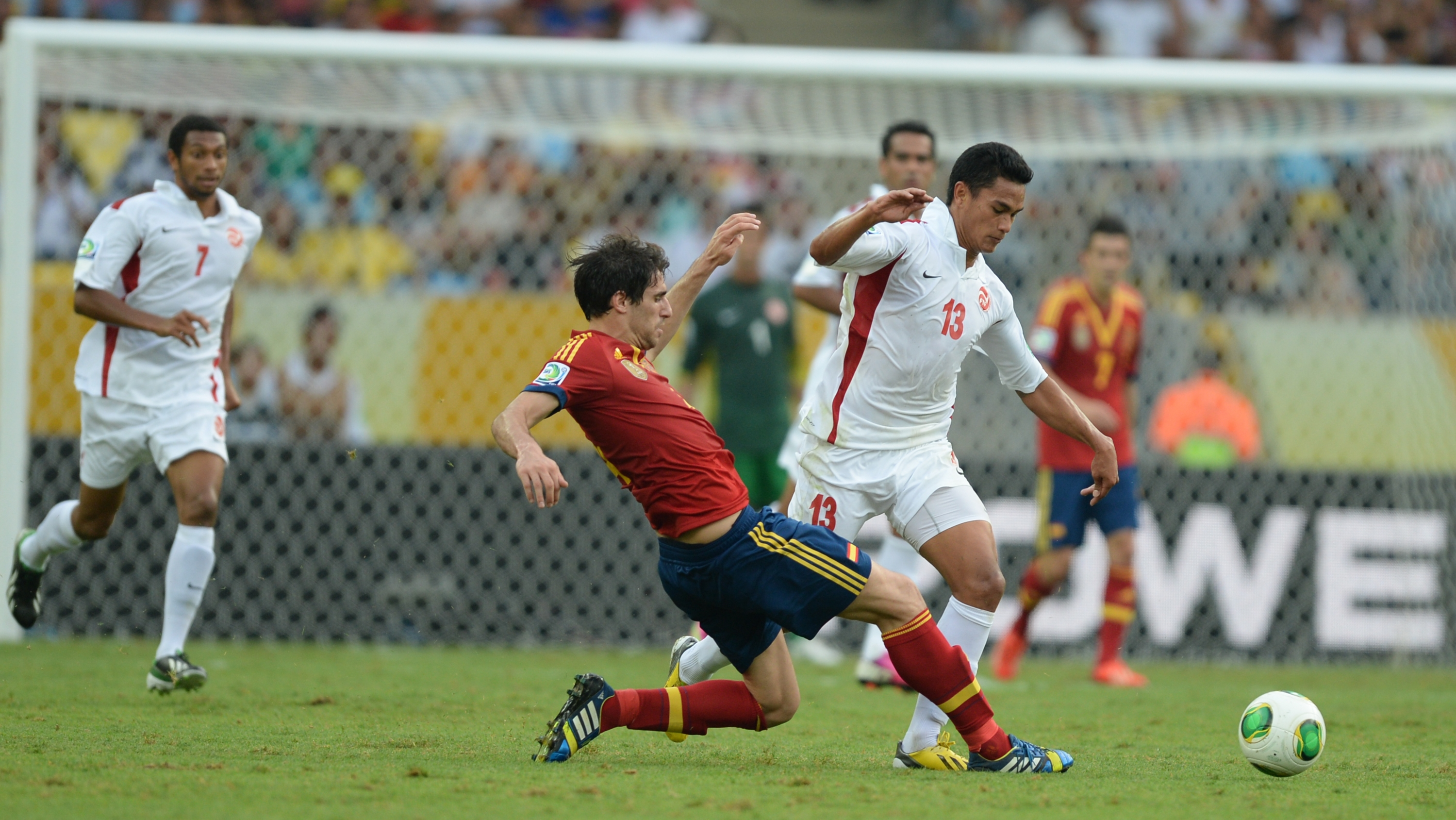
Heimano Bourebare lors de la rencontre face à l'Espagne lors de la Coupe des confédérations.

Le tirage au sort place les Tahitiens dans le groupe B, en compagnie du champion du monde et double champion d'Europe en titre, l'Espagne, du vainqueur de la Copa América 2011, l'Uruguay et du tout récent champion d'Afrique, le Nigeria. La confrontation avec le très haut niveau mondial révèle l'écart entre la sélection polynésienne et les sélections de tout premier plan puisque les hommes d'Etaeta subissent trois lourds revers lors du premier tour. S'ils parviennent à s'accrocher lors de la première rencontre face aux Super Eagles nigérians, en inscrivant même un but par Jonathan Tehau, ils s'inclinent ensuite 10-0 face à la Roja - la plus lourde défaite de l'histoire de Tahiti - puis 8-0 contre l'Uruguay. Ils terminent donc à la dernière place de leur groupe avec un total de vingt-quatre buts encaissés. En dépit de ces résultats peu flatteurs, le technicien tahitien veut rester positif et souhaite utiliser cette expérience internationale pour augmenter le nombre de professionnels en sélection.

## Composition de l'équipe

### Joueurs

#### Provenance des joueurs
L'éloignement géographique entre la Polynésie française et la métropole, conjugué aux problèmes annexes, comme la longueur des voyages à effectuer et le décalage horaire important, a longtemps restreint les différents entraîneurs de l'équipe de Tahiti à ne sélectionner que les joueurs évoluant en championnat polynésien. Ainsi la majorité du groupe tahitien qui a remporté la Coupe d'Océanie 2012 joue dans le championnat tahitien. Parmi les dix-neuf joueurs victorieux, seuls trois jouaient loin de Tahiti : Steevy Chong Hue et Alvin Tehau ont évolué dans le club belge du FC Bleid-Gaume et le gardien Mikaël Roche a porté les couleurs de l'US Endoume et du Rapid de Menton. Dans le cadre de la préparation pour la Coupe des confédérations 2013, Marama Vahirua est le seul joueur à évoluer en Europe, dans le club grec de Panthrakikos.
De la même manière, l'ensemble des joueurs de la sélection sont natifs de Polynésie française, aucun n'est né en métropole.

#### Joueurs importants

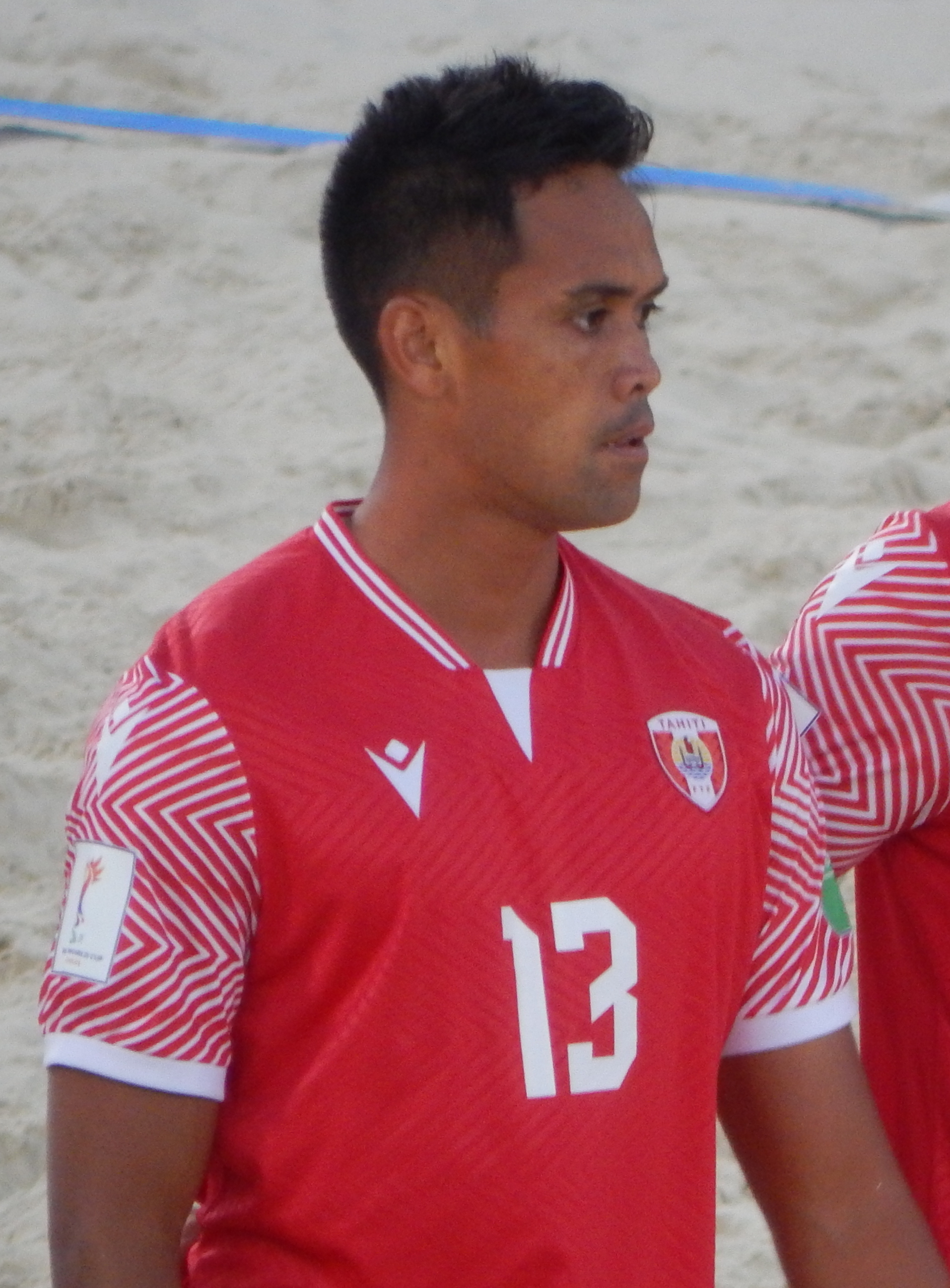
Teaonui Tehau, capitaine d'équipe.

Errol Bennett est l'un des premiers joueurs emblématiques de la sélection tahitienne. Fidèle au club de Central Sport de Papeete où il effectue la quasi-totalité de sa carrière au poste d'attaquant, il a l'occasion, en 1972, de venir en métropole au Paris Saint-Germain où il ne reste que six mois, sans réussir à s'adapter. Buteur-vedette de Central Sport (onze titres consécutifs de meilleur buteur du championnat polynésien entre 1972 et 1983), Bennett est également un titulaire indiscutable en sélection de Tahiti. Il est ainsi des campagnes victorieuses en Jeux du Pacifique Sud (en 1975, 1979 et 1983) et participe aux deux premières éditions de la Coupe d'Océanie des nations, atteignant à chaque fois la finale et terminant comeilleur buteur en 1973. Bennett raccroche les crampons en 1992, à l'âge de 42 ans, l'année où l'équipe de Tahiti est admise officiellement dans le giron mondial. Son fils, Naea Bennett, né en 1977, est également membre de l'équipe nationale tahitienne.
Né en 1976, Félix Tagawa est actuellement avec Bennett le recordman de buts inscrits en sélection tahitienne, avec quatorze réalisations, tous marqués entre 2001 et 2003. L'attaquant, passé par l'AS Vénus puis les franchises australiennes des Brisbane Strikers et d'Adelaide United, porte depuis 2004 les couleurs de l'AS Dragon. Son histoire en équipe nationale ne dure que trois ans, entre 2001 et 2004, durant lesquels il monte sur le podium lors de la Coupe d'Océanie 2002.

#### Appelés récemment
Les joueurs suivants ne font pas partie du dernier groupe appelé mais ont été retenus en équipe nationale lors des 12 derniers mois.
| Pos. | Nom | Date de Naissance | Sél. | Buts | Club (au moment de leur dernière convocation) | Dernier appel |
| ---- | --- | ----------------- | ---- | ---- | --------------------------------------------- | ------------- |

### Sélectionneurs
| Rang                       | Nom                | Période   |
| -------------------------- | ------------------ | --------- |
| 1                          | Freddy Vernaudon   | 1973      |
| Aucun match de 1974 à 1979 |                    |           |
| 2                          | Richard Vansam     | 1980      |
| Aucun match de 1981 à 1991 |                    |           |
| 3                          | François Ferez     | 1992      |
| 4                          | Bertrand Vahirua   | 1992      |
| 5                          | Umberto Mottini    | 1995-1996 |
| 6                          | Gérard Kautai      | 1996      |
| 7                          | Richard Vansam (2) | 1997      |

| Rang | Nom                | Période     |
| ---- | ------------------ | ----------- |
| 8    | Alain Rousseau     | 1998        |
| 9    | Leon Gardikiotis   | 1999-2000   |
| 10   | Patrick Jacquemet  | 2001-2003   |
| 11   | Gérard Kautai (2)  | 2004-2007   |
| 12   | Lionel Charbonnier | 2008-2009   |
| 13   | Eddy Etaeta        | 2010-2015   |
| 14   | Patrice Flaccadori | 2015        |
| 15   | Ludovic Graugnard  | 2015-2019   |
| 16   | Samuel Garcia      | Depuis 2019 |

#### Équipe technique actuelle
Le tableau suivant présente l'équipe technique de l'équipe nationale, 
| Nom            | Rôle                     |
| -------------- | ------------------------ |
| Samuel GARCIA  | Entraîneur-sélectionneur |
| Gérard KAUTAI  | Adjoints techniques      |
| Laurent HEINIS | Entraîneur des gardiens  |

Samuel Garcia a été nommé sélectionneur de l'équipe national le 20 mai 2019.

## Infrastructures
Le stade Pater Te Hono Nui, appelé plus souvent Stade Pater est le plus grand stade de Polynésie française. Situé à Pirae, il est inauguré le 10 septembre 1971 à l'occasion de la 4e édition des Jeux du Pacifique, organisés par la Polynésie française. Le stade Pater a une capacité d'accueil de 11 500 spectateurs. Cette enceinte sert de cadre pour les matchs à domicile de la sélection nationale mais aussi de plusieurs équipes tahitiennes : les clubs de football de l'AS Dragon, de l'AS Pirae et de l'AS Tamarii Punaruu, de l'AS Vaiete et l'AS Roniu.
Le stade a été rénové à deux reprises, en 2003 et 2010 et a accueilli l'ensemble des rencontres de la Coupe d'Océanie, qui a vu la victoire en finale de l'Australie face à la Nouvelle-Zélande sur le score de 2 à 0.
En dehors des rencontres de football, le stade est utilisé par l'athlétisme et le rugby à XV. Des meetings politiques y sont également organisés.

## Résultats

### Palmarès
Le tableau suivant résume le palmarès de la sélection tahitienne en compétitions officielles. Il se compose de neuf titres : un succès lors de la Coupe d'Océanie 2012, trois victoires lors des trois éditions de la Coupe de Polynésie et cinq médailles d'or obtenues lors du tournoi de football des Jeux du Pacifique.
| Compétitions internationales                                                                                 | Compétitions continentales | Trophées divers                                                 |
| - Coupe du monde de la FIFA (0) - Aucune participation - Coupe des confédérations (0) - Premier tour en 2013 | - Coupe d'Océanie (1) - Vainqueur en 2012 - Finaliste en 1973, en 1980 et en 1996 - 3e place en 2002 et en 2024 - Jeux du Pacifique (5) - Vainqueur : 1966, 1975, 1979, 1983 et 1995 - Finaliste : 1969, 1987 et 2015 - 3e place : 1963, 1971 et 2011 - Coupe de Polynésie (3) - Vainqueur : 1994, 1998 et 2000 | - Coupe de l'Outre-Mer (0) - 6e en 2010 et en 2012 - 7e en 2008 |

### Parcours en Coupe du monde
| Année | Position     |      | Année         | Position |               | Année | Position |
| 1930  | Non inscrite | 1974 | Non inscrite  | 2010     | Non qualifiée |       |          |
| 1934  | Non inscrite | 1978 | Non inscrite  | 2014     | Non qualifiée |       |          |
| 1938  | Non inscrite | 1982 | Non inscrite  | 2018     | Non qualifiée |       |          |
| 1950  | Non inscrite | 1986 | Non inscrite  | 2022     | Non qualifiée |       |          |
| 1954  | Non inscrite | 1990 | Non inscrite  | 2026     | Non qualifiée |       |          |
| 1958  | Non inscrite | 1994 | Non qualifiée | 2030     | À venir       |       |          |
| 1962  | Non inscrite | 1998 | Non qualifiée | 2034     | À venir       |       |          |
| 1966  | Non inscrite | 2002 | Non qualifiée |          |               |       |          |
| 1970  | Non inscrite | 2006 | Non qualifiée |          |               |       |          |

### Parcours en Coupe d'Océanie des nations
| Année | Position         |      | Année            | Position |                  | Année | Position |
| 1973  | Finaliste        | 2000 | 1er tour         | 2012     | Vainqueur        |       |          |
| 1980  | Finaliste        | 2002 | Demi-finale (3e) | 2016     | 1er tour         |       |          |
| 1996  | Finaliste        | 2004 | Cinquième        | 2020     | Annulée          |       |          |
| 1998  | Demi-finale (4e) | 2008 | 1er tour         | 2024     | Demi-finale (3e) |       |          |

### Parcours en Coupe des Confédérations
| Année | Position     |      | Année        | Position |              | Année | Position     |  | Année | Position |
| 1992  | Non qualifié | 1999 | Non qualifié | 2005     | Non qualifié | 2017  | Non qualifié |  |       |          |
| 1995  | Non qualifié | 2001 | Non qualifié | 2009     | Non qualifié |       |              |  |       |          |
| 1997  | Non qualifié | 2003 | Non qualifié | 2013     | Premier tour |       |              |  |       |          |

### Parcours en Coupe de l'Outre-Mer
Cette compétition est organisée par la Fédération française de football. elle ne constitue donc pas une compétition internationale. Pour cette compétition la sélection tahitienne est composée uniquement de joueurs évoluant dans les championnats tahitiens.
| Année | Position     |
| ----- | ------------ |
| 2008  | Premier tour |
| 2010  | Premier tour |
| 2012  | Sixième      |

## Statistiques

### Nations rencontrées

Carte des équipes rencontrées par Tahiti.
Nombre de matchs disputés contre l'équipe de Tahiti de football :
Moins de cinq matchs
De cinq à dix matchs
De dix à trente matchs
Plus de trente matchs

Carte des équipes rencontrées par Tahiti.
Nombre de matchs disputés contre l'équipe de Tahiti de football :
Moins de cinq matchs
De cinq à dix matchs
De dix à trente matchs
Plus de trente matchs

### Rivalités

#### Avec la Nouvelle-Calédonie
La rivalité entre les Toa Aito de Polynésie et les Cagous néo-calédoniens est ancienne puisque les deux formations se sont affrontées pour la première fois en 1953, date du premier match de l'histoire de la sélection tahitienne à l'extérieur, à Nouméa. Le nombre de matchs entre les deux sélections augmente rapidement puisqu'elles participent à toutes les éditions des Jeux du Pacifique, ce qui a occasionné 18 rencontres Tahiti-Nouvelle-Calédonie, dont quatre finales (1966, 1969, 1975 et 1987). Elles se sont affrontées également à l'occasion de la Coupe d'Océanie de football, notamment lors de la finale de l'édition 2012, remportée par les Tahitiens. Enfin, pour la première fois, Néo-Calédoniens et Tahitiens se sont retrouvés face à face dans le cadre des éliminatoires pour une Coupe du monde, pour l'édition 2014 au Brésil. Les Mélanésiens réussissent à s'imposer, aussi bien à Papeete que chez eux, à Nouméa. En 2013, le bilan global pour Tahiti est de 24 victoires, 7 nuls et 28 défaites.

#### Avec les autres sélections océaniennes
Tahiti a disputé de nombreuses parties avec la sélection des Fidji puisque les deux formations se sont affrontées à 29 reprises depuis leur premier match en 1969, à l'occasion des Jeux du Pacifique. C'est lors de ces Jeux que les équipes se sont rencontrées le plus souvent, avec 14 confrontations, dont les finales de 1979, 1983, 1985 et 1993, toutes remportées par les Toa Aito. Le bilan des Tahitiens reste globalement positif puisqu'ils ont gagné 16 matchs et obtenu 6 matchs nuls.
Avec le Vanuatu (appelé Nouvelles-Hébrides avant 1980), la rivalité est également ancienne : les deux sélections s'affrontent pour la première fois en 1953. C'est avec la Nouvelle-Calédonie et la Nouvelle-Zélande l'un des adversaires historiques de Tahiti. Elles ont disputé 6 matchs officiels à enjeux, cinq en Coupe d'Océanie et un en éliminatoires de Coupe du monde. Lors des Jeux du Pacifique, il y a eu 7 rencontres Tahiti-Vanuatu, mais jamais en finale (au mieux une demi-finale lors de l'édition 1995). Les Tahitiens totalisent 13 victoires, 2 nuls et 4 défaites face aux Vanuatais.
La Nouvelle-Zélande occupe une place à part dans l'histoire du football tahitien puisque c'est la première équipe nationale rencontrée par la sélection polynésienne, en 1952. Une deuxième tournée des Kiwis a lieu en 1960 puis les deux équipes se retrouvent ensuite uniquement à l'occasion de matchs officiels : en Coupe d'Océanie (dont la finale de la première édition, en 1973) ou lors des éliminatoires pour la Coupe du monde. C'est également face aux Néo-Zélandais que Tahiti a subi la plus grosse défaite de son histoire, un cinglant 10-0 encaissé lors du tour final de la Coupe d'Océanie 2004. Tahiti n'a plus battu la Nouvelle-Zélande depuis un succès 3-1 obtenu au premier tour de la Coupe d'Océanie 1980, à Nouméa

### Classements FIFA
| Année                 | 1993 | 1994 | 1995 | 1996 | 1997 | 1998 | 1999 | 2000 | 2001 | 2002 | 2003 | 2004 | 2005 | 2006 | 2007 | 2008 | 2009 | 2010 | 2011 | 2012 | 2013 | 2014 | 2015 | 2016 | 2017 | 2018 | 2019 | 2020 |
| --------------------- | ---- | ---- | ---- | ---- | ---- | ---- | ---- | ---- | ---- | ---- | ---- | ---- | ---- | ---- | ---- | ---- | ---- | ---- | ---- | ---- | ---- | ---- | ---- | ---- | ---- | ---- | ---- | ---- |
| Classement mondial    | 141  | 148  | 156  | 158  | 161  | 123  | 139  | 131  | 127  | 115  | 133  | 124  | 141  | 173  | 162  | 188  | 194  | 184  | 184  | 139  | 143  | 166  | 189  | 148  | 152  | 157  | 161  | 161  |
| Classement en Océanie | 4    | 4    | 4    | 4    | 5    | 3    | 4    | 4    | 4    | 3    | 3    | 3    | 5    | 5    | 7    | 7    | 9    | 6    | 8    | 3    | 3    | 3    | 7    | 2    | 3    | 4    | 4    | 4    |

| Légende du classement mondial : Légende du classement océanien : | - de 100 à 133 - de 1 à 3 | - de 133 à 167 - de 4 à 6 | - de 167 à 205 - de 7 à 9 |

### Records
- Félix Tagawa est actuellement le recordman de buts en sélection tahitienne avec quatorze buts inscrits.